# Derek de Solla Price

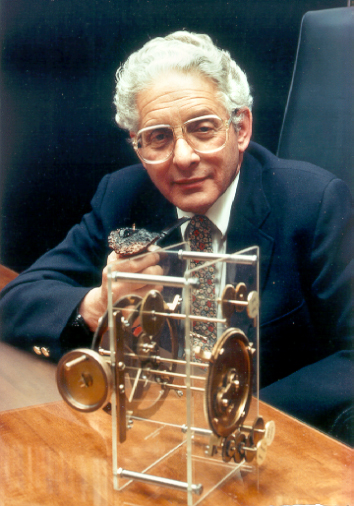
Derek de Solla Price met een model van het mechanisme van Antikythera.

Derek John de Solla Price (Leyton, 22 januari 1922 – 3 september 1983) was een Brits natuurkundige, wetenschapshistoricus, wetenschapssocioloog en informatiekundige. Hij wordt als de stichter van de scientometrie gezien, de kwantitatieve bestudering van wetenschappelijke publicaties. Price werkte een tijd aan de Smithsonian Institution en was lid van het Institute for Advanced Study.
Hij behaalde een doctoraat in de experimentele natuurkunde in 1946 aan de universiteit van Londen en tweede doctoraat in wetenschapsgeschiedenis aan de universiteit van Cambridge. Zijn interesse in scientometrie ontstond door zijn ontdekking dat de output van de Philosophical Transactions of the Royal Society tussen 1665 en 1850 een logaritmische curve volgt. Zo kwam hij op de theorie dat wetenschap exponentieel toeneemt. Later formuleerde hij ook de Wet van Price (Price's Law) die stelt dat in een bepaald vakgebied de helft van de publicaties geschreven is door x schrijvers, waarbij x de vierkantswortel is van alle bijdragers aan dat vakgebied (Bijvoorbeeld  als er 64 publicaties zijn over kanker, dan zijn er 32 geschreven door 8 onderzoekers). Hij populariseerde ook de term Big Science, verwijzend naar hoe de hedendaagse wetenschap enorm in schaal is toegenomen.
Sinds 1984 wordt ook de Derek de Solla Price medaille periodiek uitgereikt voor bijdragen op het gebied van kwantitatieve evaluatie van wetenschap en onderzoek.